# Aquilini, Gemin, Eugeni i companys
Aquilini, Gemin, Eugeni i companys són un grup de màrtirs de l'antiga Roma d'Àfrica de finals del segle v. En total són set companys de martiri que van morir a mans del rei dels vàndals Huneric. A més d'Aquilini, Gemin i Eugeni al grup hi havia Marcià, Quint, Teòdot i Trifó. Són venerats com a sants i La seva memòria es commemora el 4 de gener. L'acta de martiri es va perdre, però Beda va escriure sobre ells al segle viii.